# すてきな出逢い いい朝8時
『すてきな出逢い いい朝8時』（すてきなであい いいあさはちじ）は、1983年5月7日から2001年9月29日まで、毎日放送の制作により、TBS系列で土曜日の朝に生放送されていたワイドショー・情報番組である。放送時間は、毎週土曜日 8:00 - 9:24（JST）。

## 概要
『八木治郎ショー・いい朝8時』の司会者だった八木治郎が、1983年4月18日に出張先の福岡市で急逝。同年5月7日放送分からタイトルを本タイトルに変更して再スタートを切った。八木が亡くなる3週間前からアシスタントを務めていたうつみ宮土理と『八木治郎ショー』放送開始からレギュラー出演していた野村啓司（当時MBSアナウンサー）は引き続き出演。同年8月6日放送分から司会は立川清登に引き継がれオール阪神・巨人のほかに月亭八方、今いくよ・くるよらもこの時代からレギュラーとして出演、毎回数組のタレント・著名人を迎えてのトークコーナーと料理のミニコーナー、そしてエンディングは出演者全員で「朝食会」で構成されていた。
ところが1985年の大晦日に司会の立川も急逝、翌1986年1月からはうつみが正式に司会者となり、同年10月からは第14回参議院議員通常選挙に当選したばかりの西川きよしも司会に加わった。きよしは司会就任以前から同じMBSのラジオ『ありがとう浜村淳です土曜日です』のコーナー出演者であったため、スタジオ入りのスケジュールを確保するのは容易であった。この頃から「芸能色」が強くなり、10%程度の安定した視聴率を維持していた。また、その時期には番組での出演者の発言が放送翌日のスポーツ新聞の芸能面で取り扱われることもあった。
1996年3月末を以って『八木治郎ショー』時代からアシスタントを務めた野村が降板し、同年4月からは同じくMBSアナウンサーの西靖にバトンタッチ。西はそれまで番組内で放送されていた江崎グリコの生コマーシャルに出演していた。
更に、1998年6月に長年にわたり司会・レギュラーを務めたきよしが3度目の参議院選挙出馬を機に降板、同年10月改編では渡辺正行を司会陣に起用。次の1999年4月改編では八方に代わりトミーズ雅らをレギュラーに加えるという大刷新が図られる。
また、次回のゲスト紹介に関しては野村が担当し、後任の西も担当していたが、1998年10月より司会を務めるようになってからは渡辺が担当した。
1990年9月に毎日放送が茶屋町の現社屋へ移転し、多くの番組が茶屋町からの放送となった後も本番組は諸々の事情から千里丘にスタジオを置いたまま放送を続けていた。2001年3月、MBSスタジオ in USJが完成。3月31日の本番組の生放送がこけら落としとなるのに合わせて全面リニューアルを行い、『すてきな出逢い』の冠名を外した単に『いい朝8時』となった。峰竜太を司会陣に迎え、WAHAHA本舗出身の柴田理恵や吉本新喜劇の辻本茂雄をレギュラーに加えたものの、MBSは最後まで従来からの芸能人をゲストとするトーク中心の基本姿勢を崩さなかった。また、同年4月14日から当番組の後に『せやねん!』が放送開始したため、トミーズ雅は降板。同時に西アナウンサーも降板となる。

その後、最終的に毎日放送社長（当時）の柳瀬璋は番組終了を決断。2001年9月29日放送分で『ウィークエンドモーニングショー』から通算35年6か月、『八木治郎ショー』からでも31年9ヶ月続いた番組シリーズはその歴史の幕を閉じた。
最終回はビートたけしがゲストで登場。また、最終回の前の回（同年9月22日放送）には、生放送の有無に関わらず、東京制作を含む全国ネットの番組には原則出演しないやしきたかじんがゲスト出演した。
2001年3月まで使用されていた番組のオープニングテーマ曲はCD「ブロードキャスト・トラックス 毎日放送編」に収録されている。

### スポンサーについて
- 冒頭はあいさつ・ゲストの紹介・出演者全員による「いい朝8時、スタート!!」のコール（1990年3月まではうつみが「いい朝8時、スタートでございます」とコールしていた）→（情報カメラの映像をバックに）番組タイトル→「製作著作・毎日放送」→提供クレジットだったが、1998年10月以降は番組タイトルと提供クレジットを分別した。
- 朝食会があった頃は後の提供クレジットでは野村がゲスト紹介していて提供スポンサーの読み上げがなかったが、「朝食会」が一旦廃止してからは提供スポンサーの読み上げがあった。なお、廃止前は提供クレジット（前述通り読み上げなし）の後にスタッフロールとエンドカードを表示していたが、1994年4月以降は分別され、スタッフロール→提供クレジット（読み上げあり）→エンドカードの形になった。
- 1994年4月からはそれまでの全編通しから2部に分割した。この体制は「知っとこ!」の放送時間が7:30に変更する前まで続いた[8]。
- 本番組放送開始からスポンサーの1社である江崎グリコは番組内の生コマーシャルを1999年3月27日まで務めた。
- 2001年の終了時点では生CMを行ったFONTAINE（現:アデランス）とエルセラーン化粧品の2社が、後番組の『リアルタイム』と『サタモニ!』でも流れていた。
- しかし、『知っとこ!』放送開始を以ってエルセラーン化粧品、2004年3月27日の放送でFONTAINEがそれぞれ降板している。ただし、FONTAINEは2009年10月3日放送よりスポンサーとして復帰し、2012年9月29日放送まで務めた。

### 演出
- 朝食会 - 開始当初からあったエンディングの全国各地の放送日ごとの季節の素材を使用した和食を出演者全員でいただくコーナー。いつも多忙なために朝食を取る余裕がない芸能人レギュラー出演者とゲスト出演者達に少しでも朝の食事をしてもらおうということや、朝食の大切さという趣旨コンセプトで行われていた。しかし、1995年1月に制作エリアのMBSの範囲にあたる関西地域を起源とする阪神・淡路大震災が発生。そうした時期に明るく朝食しながら演者がフリートークする構成が不謹慎とMBSは判断、いったん自粛としエンディングがお天気コーナーと次回の予告のみに充てられたものの、被災地の関西圏を中心とした視聴者から「なぜ朝食会の演出をしないのか?さすがにそこまでしなくても良いと思う」「震災という暗い事態な中、むしろ自粛より朝食会をしてくれたほうが朝という和み感かが生ま安心できる」と言った番組への好意的意見が多数寄せられたこともあり、同年4月から無事復活・再開された。しかし実質されていた時期の期間中にバブル景気が崩壊。朝食に使用されている和食材のコストの影響がすでに出ていたこと、1993年には和食に多数使用する米不足騒動が発生し調理に困難が生じたこと（この案件のみ翌年に解決）、消費税の導入によるMBS全体的な制作費削減といった複合的な事案が発生し長く継続はできず、結果的に野村アナから西アナに交代してわずか1年後の消費税率値上げを翌月に控えた1997年3月をもって打ち切られた。翌月からは後述のように第1回放送から使われていたエンディングBGMも変更され、お天気と次週の予告紹介に充てられた。
- CM入り前に全国各地の視聴者から寄せられた赤ちゃんの写真を紹介していた。

## 特別番組による休止について
- オリンピック中継でTBSが担当する競技の開催時間が本番組の時間帯に重なり休止となったケースがある（1996年のアトランタオリンピックと2000年のシドニーオリンピックが該当）。
- 1989年1月7日は早朝に昭和天皇の病状が急変し危篤となった事から既にTBS側で「JNN報道特別番組」が編成されていたが、本番組開始直前に昭和天皇の崩御が発表されそのまま臨時編成に差し替えられたため休止となった[9]。予定されていた内容は翌週14日に改めて放送された。

## 番組名・司会者の変遷
| 期間 | 期間       | 番組名                   | 司会         | アシスタント      | 進行アナウンサー | チーフレギュラー | サブレギュラー      | サブレギュラー   |                  |
| --- | ---------- | ------------------------ | ------------ | ----------------- | ---------------- | ---------------- | ------------------- | ---------------- | ---------------- |
| 1983.5.7 | 1983.7.30  | すてきな出逢い いい朝8時 | （不在）     | うつみ宮土理1     | 野村啓司1        | 月亭八方         | 今いくよ・くるよ    | 今いくよ・くるよ | 今いくよ・くるよ |
| 1983.8.6 | 1986.12.27 | すてきな出逢い いい朝8時 | 立川清登     | うつみ宮土理1     | 野村啓司1        | 月亭八方         | 今いくよ・くるよ    | 今いくよ・くるよ | 今いくよ・くるよ |
| 1985.12.14 | 1986.9.27  | すてきな出逢い いい朝8時 | うつみ宮土理 | （不在）          | 野村啓司1        | 月亭八方         | 今いくよ・くるよ    | 今いくよ・くるよ | 今いくよ・くるよ |
| 1986.10.4 | 1996.3.30  | すてきな出逢い いい朝8時 | うつみ宮土理 | 西川きよし2       | 野村啓司1        | 月亭八方         | 今いくよ・くるよ    | 今いくよ・くるよ | 今いくよ・くるよ |
| 1996.4.6 | 1998.6.27  | すてきな出逢い いい朝8時 | うつみ宮土理 | 西川きよし2       | 西靖             | 月亭八方         | ハイヒール・モモコ3 | 松居直美4        |                  |
| 1998.7.4 | 1998.9.26  | すてきな出逢い いい朝8時 | うつみ宮土理 | 渡辺正行5 峰竜太5 | 西靖             | 月亭八方         | ハイヒール・モモコ3 | 松居直美4        |                  |
| 1998.10.3 | 1999.3.27  | すてきな出逢い いい朝8時 | うつみ宮土理 | 渡辺正行6         | 西靖             | 月亭八方         | ハイヒール・モモコ3 | 松居直美4        |                  |
| 1999.4.3 | 1999.9.25  | すてきな出逢い いい朝8時 | うつみ宮土理 | 渡辺正行6         | 西靖             | トミーズ雅       | シャンプーハット    | シャンプーハット |                  |
| 1999.10.2 | 2000.4.1   | すてきな出逢い いい朝8時 | うつみ宮土理 | 渡辺正行6         | 西靖             | トミーズ雅       | 月亭八光            | 山田まりや       |                  |
| 2000.4.8 | 2000.9.30  | すてきな出逢い いい朝8時 | うつみ宮土理 | 渡辺正行6         | 西靖             | トミーズ雅       | 月亭八光            | カイヤ           |                  |
| 2000.10.7 | 2001.3.24  | すてきな出逢い いい朝8時 | うつみ宮土理 | 渡辺正行6         | 西靖             | トミーズ雅       | （不在）            | （不在）         |                  |
| 2001.3.31 | 2001.9.29  | いい朝8時                | うつみ宮土理 | 峰竜太            | （不在）         | （不在）         | 柴田理恵            | 辻本茂雄         |                  |
| 補足 - 1 『八木治郎ショー・いい朝8時』から続投。 - 2 1992年6月〜9月まで参議院議員選挙出馬のため一時降板（この間はうつみ･野村のコンビで司会を担当）。 - 3 産休の半年間は大河内奈々子が代役を務めた。 - 4 隔週で出演。 - 5 きよし降板による代理司会から昇格。 - 6その後、朝番組の出演は本番組降板から21年後の2022年5月25日に月曜から金曜のTBS制作『ラヴィット!』にゲスト出演した。 |            |                          |              |                   |                  |                  |                     |                  |                  |

- 野村（当時）・西はMBSアナウンサー。
- 野村は1991年10月 - 1992年9月まで『きらめきワイド』も担当。
- 西は1996年10月 - 1998年9月まで『はーい!昼ナマ』も担当。

## その他の出演者
すてきな出逢い いい朝8時
- 浜村淳（1995、VTR出演・浜村はほぼ同じ時間帯のMBSラジオ『ありがとう浜村淳です土曜日です』にも生出演していたため）
- ゆうゆ
- 美川憲一（2000.4 - .9、VTR出演・美川自身のトラブルで降板）
- 岡本夏生（不定期）
- パイレーツ（不定期）など

生CM
- 板倉俊彦
- 柏木宏之
- 亀井希生
- 来栖正之

以上の4人は『江崎グリコ』担当でMBSアナウンサー。

## 主なコーナー

### いい男（いい女）だからお客様
俳優や女優1人を迎えてのゲストコーナー。 他のトーク番組同様、番宣や宣伝を兼ねた登場だったが希にそれがないゲストもいた。

### スターどっきりチェック
夫婦や友人、お笑いコンビ等2人以上を迎えてのゲストコーナー。

### 今週の余計なお世話
月亭八方と野村啓司（後に西）が担当。今週の腹が立つ出来事などを紹介してレギュラー陣とゲストが言いたい放題言う形式をとっていた。

### お宅でお宝
渡辺正行が芸能人の邸宅を訪問し、お宝を視聴者にプレゼントする形式を採っていた（渡辺がVTRで紹介する形式である）。

### 本音で勝負!悪友カプセル
自らを悪友・親友同士である芸能人2人以上を迎えてのゲストコーナー。

### 朝食会
第1回放送より行われていたエンディングコーナー。詳細は先述。1983年5月から1995年1月までと、1995年4月から1997年3月までの2期にわたり行われた。
ほか

## 番組演出
1. 1983.05-1992.03　真ん中で緑色のロゴが4回、水たまりのように左右に揺れた後、画面左右上下に4箇所に分かれて一度消え、一気に正面へ集まり再びロゴが形成。出たあとにロゴが右下へフェードアウトし、右下から同じく緑色（青色）の「製作著作 毎日放送」（社名ロゴはこの間の茶屋町移転後に変更）が登場し上へフェードアウトする。途中、1988年4月からロゴは青色へ変更された。
2. 1992.04-1994.03　平成になってから初のアニメーション変更およびロゴも1色から「すてきな出逢い」が緑色へ戻され「いい朝8時」がオレンジ色という2色ロゴへ変更。上から緑色の「すてきな出逢い」の部分が一文字ずつ降りてきて画面アップに表示され後、オレンジ色の「いい朝8時」が上から降りてきてロゴが形成。「いい朝8時」の部分に一瞬反射するアニメーションが起こった後に、すべてのロゴが下にフェードアウトし、上からオレンジ色の「製作著作 毎日放送」が登場し画面より消える。
3. 1994.04-2001.03　「すてきな出逢い」「いい朝」「時」が緑色に「8」の部分が黄色へ変更。左側から時計（MBSのロゴ[10]が入っている）が登場した後、8の部分が拡大されたあとに回転し右側から登場してきた水たまを模した丸い水色の物体が通り過ぎたとともに右から「すてきな出逢い」、左から「いい朝」と「時」が出てきてすべてのロゴが形成、出たあとにすべての文字がバラバラにフェードアウトし、真ん中から白色の「製作著作 毎日放送」が登場し画面より消える。途中、1994年8月20日放送より、時計の色が一部変更され丸い枠と時計針がピンク色から黄色へ、水たまを模した丸い水色の物体も水色から薄い紫色へ変更された。また、1997年4月から食事会が廃止されたの期に、エンディングBGMが変更され、番組テーマはオープニングのみの使用となった。
4. 2001.03-2001.09　スタジオ移転を期に、1997年以降断片的に替えていたテーマ曲をすべて一新。ロゴも一新し「すてきな出逢い」部分は廃止された。

## 放映ネット局
| 放送対象地域  | 放送局                               | 系列           | 備考                                    |
| ------------- | ------------------------------------ | -------------- | --------------------------------------- |
| 近畿広域圏    | 毎日放送（MBS）                      | TBS系列        | 制作局                                  |
| 北海道        | 北海道放送（HBC）                    | TBS系列        |                                         |
| 青森県        | 青森テレビ（ATV）                    | TBS系列        |                                         |
| 岩手県        | IBC岩手放送（IBC）                   | TBS系列        |                                         |
| 宮城県        | 東北放送（TBC）                      | TBS系列        |                                         |
| 山形県        | テレビユー山形（TUY）                | TBS系列        | 1989年10月開局から                      |
| 福島県        | テレビユー福島（TUF）                | TBS系列        | 1983年12月開局から                      |
| 関東広域圏    | TBS （現:TBSテレビ）                 | TBS系列        |                                         |
| 山梨県        | テレビ山梨（UTY）                    | TBS系列        |                                         |
| 新潟県        | 新潟放送（BSN）                      | TBS系列        |                                         |
| 長野県        | 信越放送（SBC）                      | TBS系列        |                                         |
| 静岡県        | 静岡放送（SBS）                      | TBS系列        |                                         |
| 富山県        | 北日本放送（KNB）                    | 日本テレビ系列 | 1990年9月29日まで                       |
| 富山県        | チューリップテレビ（TUT）            | TBS系列        | 開局後の1990年10月6日から               |
| 石川県        | 北陸放送（MRO）                      | TBS系列        |                                         |
| 中京広域圏    | 中部日本放送（CBC） （現:CBCテレビ） | TBS系列        |                                         |
| 鳥取県 島根県 | 山陰放送（BSS）                      | TBS系列        |                                         |
| 岡山県 香川県 | 山陽放送（RSK） （現:RSK山陽放送）   | TBS系列        |                                         |
| 広島県        | 中国放送（RCC）                      | TBS系列        |                                         |
| 山口県        | テレビ山口（TYS）                    | TBS系列        | 1989年4月1日から                        |
| 徳島県        | 四国放送（JRT）                      | 日本テレビ系列 | 本番組の終了をもってMBSのネットから撤退 |
| 愛媛県        | 南海放送（RNB）                      | 日本テレビ系列 | 1993年9月まで                           |
| 愛媛県        | あいテレビ（ITV）                    | TBS系列        | 1993年10月から                          |
| 高知県        | テレビ高知（KUTV）                   | TBS系列        |                                         |
| 福岡県        | RKB毎日放送（RKB）                   | TBS系列        |                                         |
| 長崎県        | 長崎放送（NBC）                      | TBS系列        |                                         |
| 熊本県        | 熊本放送（RKK）                      | TBS系列        |                                         |
| 大分県        | 大分放送（OBS）                      | TBS系列        |                                         |
| 宮崎県        | 宮崎放送（MRT）                      | TBS系列        |                                         |
| 鹿児島県      | 南日本放送（MBC）                    | TBS系列        |                                         |
| 沖縄県        | 琉球放送（RBC）                      | TBS系列        |                                         |

## 追悼企画
- 1986年1月4日、前年（1985年）の大晦日に急逝した2代目司会者の立川清登を偲んで、番組内容を変更して立川の追悼特番を放送した。
- 1989年6月24日、番組内容を大幅に変更し、全編この日未明に急逝した美空ひばりの追悼特番を放送した[1]。

## スタッフ
すてきな出逢い いい朝8時
- 構成：谷川朋彦
- タイトルロゴデザイン：沢井和男
- ディレクター：山本実、官崎次根、中野功、守屋昭雄（スタッフ21）、高沖秀明、河野恭也（MBS企画）
- プロデューサー：本多隆朗（MBS）
- 制作・著作：毎日放送

いい朝8時
- ディレクター：登坂琢磨、宮本直明（MBS）
- プロデューサー：浦川雅至（MBS）
- チーフプロデューサー：御藤良基（MBS）
- 製作著作：毎日放送